# Abida cylindrica
Abida cylindrica is een slakkensoort uit de familie van de Chondrinidae. De wetenschappelijke naam van de soort is voor het eerst geldig gepubliceerd in 1829 door Michaud.